# Вінстед (Коннектикут)
Ві́нстед (англ. Winsted) — переписна місцевість (CDP) в США, в окрузі Лічфілд на північному заході штату Коннектикут, є частиною містечка Вінчестер. Населення — 7192 особи (2020).

## Географія
Вінстед розташований за координатами 41°55′37″ пн. ш. 73°3′59″ зх. д. / 41.92694° пн. ш. 73.06639° зх. д. (41.926987, -73.066502). За даними Бюро перепису населення США в 2010 році переписна місцевість мала площу 12,43 км², з яких 11,97 км² — суходіл та 0,46 км² — водойми.

## Демографія
Згідно з переписом 2010 року, у переписній місцевості мешкало 7712 осіб у 3346 домогосподарствах у складі 1920 родин. Густота населення становила 620 осіб/км². Було 3828 помешкань (308/км²).
Расовий склад населення:
| - 91,6 % — білих - 2,2 % — чорних або афроамериканців - 1,3 % — азіатів - 0,3 % — корінних американців - 2,7 % — осіб інших рас |

До двох чи більше рас належало 2,0 %. Частка іспаномовних становила 6,5 % від усіх жителів.
За віковим діапазоном населення розподілялося таким чином: 21,5 % — особи молодші 18 років, 63,4 % — особи у віці 18—64 років, 15,1 % — особи у віці 65 років та старші. Медіана віку мешканця становила 41,3 року. На 100 осіб жіночої статі у переписній місцевості припадало 94,4 чоловіків; на 100 жінок у віці від 18 років та старших — 92,2 чоловіків також старших 18 років.
Середній дохід на одне домашнє господарство становив 62 765 доларів США (медіана — 48 741), а середній дохід на одну сім'ю — 75 695 доларів (медіана — 60 874). Медіана доходів становила 51 385 доларів для чоловіків та 46 582 долари для жінок. За межею бідності перебувало 15,1 % осіб, у тому числі 12,9 % дітей у віці до 18 років та 12,3 % осіб у віці 65 років та старших.
Цивільне працевлаштоване населення становило 3815 осіб. Основні галузі зайнятості: освіта, охорона здоров'я та соціальна допомога — 24,3 %, роздрібна торгівля — 15,3 %, виробництво — 13,9 %.

## Відомі особистості
В поселенні народився:
- Крейн Брінтон (1898—1968) — американський історик, педагог.